# Johan Kristiernsson (Vasa)
Johan Kristiernsson (Vasa), född omkring 1426, död 4 juni 1477 på Rydboholms slott, Östra Ryd, var ett svenskt riksråd och riddare, son till Krister Nilsson (Vasa) och Margareta Eriksdotter Krummedige.
Johan Kristiernsson skrevs in vid universitetet i Leipzig 1444, men dubbades till riddare bara några år senare.
År 1451 köpte Johan Kristernsson Örby (Örbyhus slott) med underliggande gårdar från sin moster Agneta Eriksdotter (Krummedige)
- Gift med (1) Birgitta Gustavsdotter Sture (tre sjöblad, död 1472 på Rydboholms slott, Östra Ryd), dotter till Gustav Anundsson Sture och Birgitta Stensdotter (Bielke).
- Gift med (2) hustru Birgitta Tordsdotter (Bonde).

Barn: (med 1)
1. Kristiern Johansson (Vasa), riksråd, fogde på Kalmar slott, död 1497.
2. Erik Johansson (Vasa) (1470–1520), far till Gustav Vasa
3. Katarina Johansdotter (Vasa), född 1472
4. Margareta Johansdotter (Vasa), född 1472

Barn: (med 2)
1. Anna Johansdotter (Vasa), död 1506.